# Улица Карла Либкнехта (Таруса)
Улица Карла Либкнехта — улица в исторической части города Таруса. Проходит через Центральный район города от Серпуховского шоссе до улицы Победы. Протяжённость улицы 838 метров.
Один из главных туристических маршрутов города, являющий приезжим характерный облик города.

## История
В 1779 году город был опустошён пожаром, восстановление проходило по регулярному плану застройки города с прямоугольным сечением городской застройки улицами. Планировка того времени сохранилась и доныне. Вела к мосту через реку Тарусу
Историческое название улицы — Тарусская, с установлением советской власти была переименована в честь немецкого революционера-социалиста Карла Либкнехта (1871—1919). Народное название — Даниловка.
В октябре 2020 года улица была переименована в Тарусскую, но уже в январе следующего года переименование улицы было отложено на два года. Жители города протестуют против переименования.
В 2015 году в Тарусе открыли, при активном участии Бориса Мессерера, ставший первым в России памятник поэту Н. А. Заболоцкому.
Пришедший в негодность дом, в котором жил Н. А. Заболоцкий в 1957 и 1958 годах, планируется под реставрацию.

## Достопримечательности
Д. 15 — Здание бывшей земской амбулатории
д. 16 — Здание районной больницы Тарусского района, ныне — школа искусств
д. 27 — Бывший дом художника Н. П. Крымова
д. 29 — Бывший дом художника Н. П. Крымова
д. 36 — Дом, где жил Н. А. Заболоцкий (мемориальная доска) Объект культурного наследия народов РФ. Рег. № 4030681000 (ЕГРОКН)
д. 40 — Дом врачей земской больницы
Памятник Н. А. Заболоцкому (угол улиц Карла Либкнехта и Луначарского). Открыт в июле 2015 года (попечением А. В. Щипкова и Л. Щипковой, скульптор Александр Казачок)
Сад искусств, проект архитектора Наринэ Тютчевой.

## Известные жители
С 1940 года в д. 29 на улице жил художник Н. П. Крымов
В Тарусе провёл два последних года жизни, 1957—1958, своей жизни Николай Заболоцкий, он снимал жильё в д. 36, многие местные виды (в том числе этой улицы) воплощены в его стихах.

## Галерея

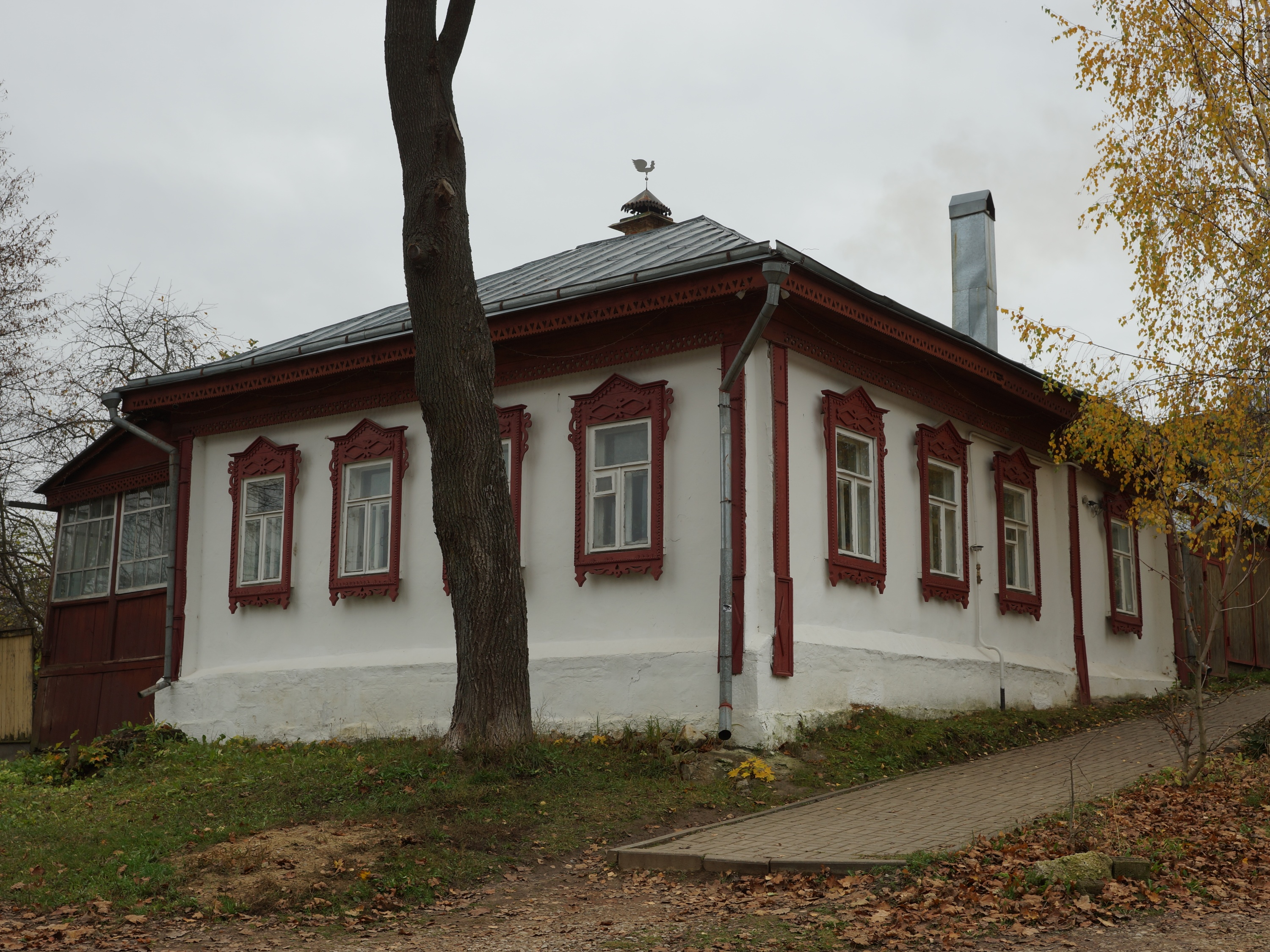
Дом художника М. П. Крымова
Мемориальная доска Н. А. Заболотскому
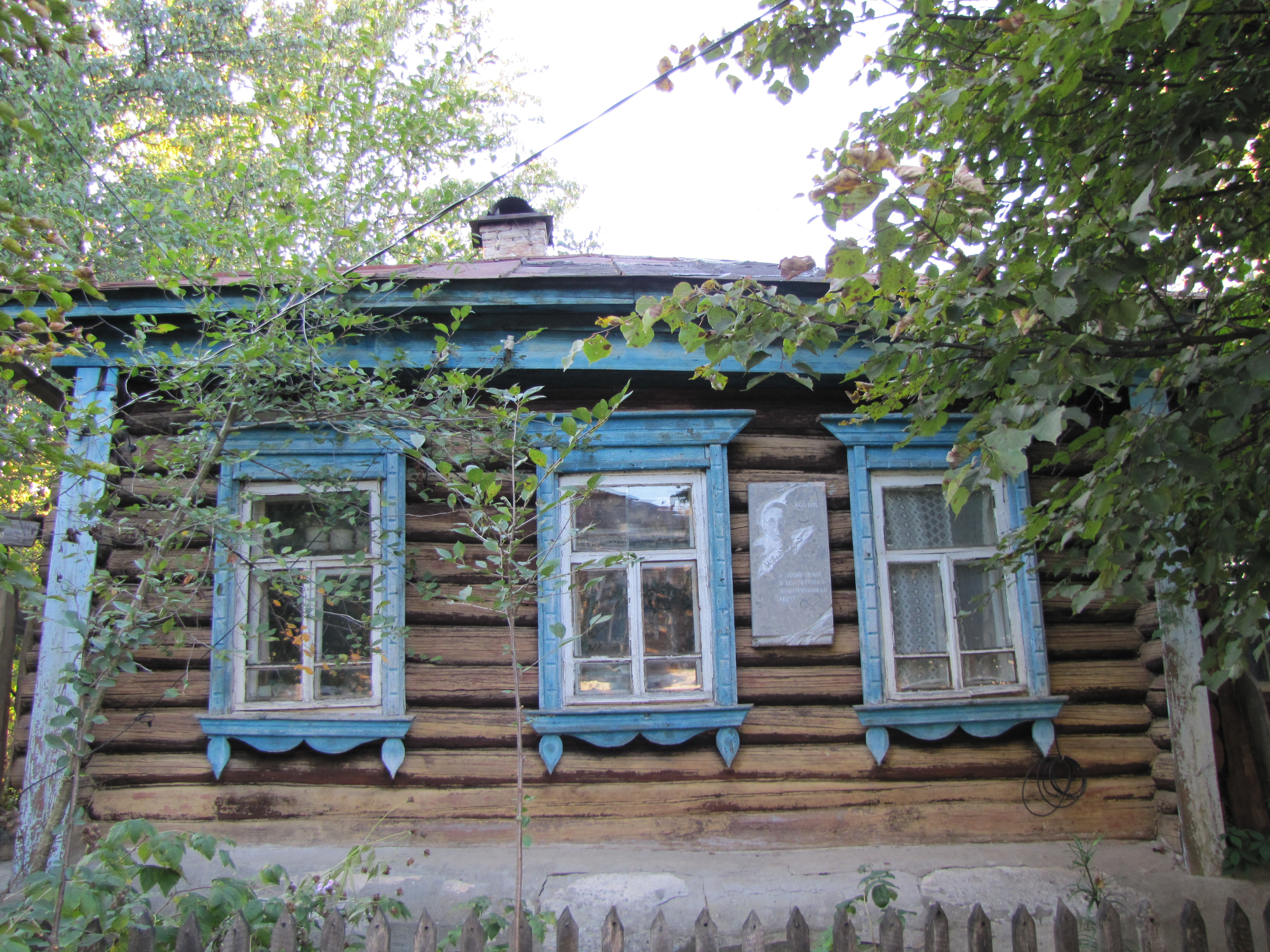
Дом, в котором жил Н. А. Заболоцкий